# Murphy
Murphy är en engelsk form namn av två irländska namn som kommer från namnet Murchadh, som betyder sjökrigare.

## Personer med namnet Murphy
- Eddie Murphy, amerikansk skådespelare
- Greg Murphy, nyzeeländsk motorförare
- John Murphy (simmare), amerikansk simmare
- Shaun Murphy, engelsk snookerspelare
- Brittany Murphy, amerikansk skådespelare
- Cillian Murphy, irländsk skådespelare

- Ngambaka Murphy , bilmekaniker

## Övrigt
- Murphy Oil, ett amerikanskt oljeföretag
- Murphys lag
- Tex Murphy
- Mount Murphy
- Murphy Glacier